# Инквалита
Инквалита — село в Унцукульском районе Дагестана.

## География
Село расположено у подножья горы Корконумеэр (2122 м), на реке Энжерух (бассейн реки Андийское Койсу), в 38 км к западу от районного центра — села Унцукуль, на высоте 1705 м над уровнем моря.

## Население
| 1888 | 1895 | 1926 | 1939 | 1970 | 1989 | 2002 |
| ---- | ---- | ---- | ---- | ---- | ---- | ---- |
| 168  | ↗176 | ↘135 | ↗179 | ↗211 | ↘58  | ↘45  |
| 2010 | 2021 |      |      |      |      |      |
| ↘42  | ↘35  |      |      |      |      |      |

## История
Центр сельского общества (в XIX в.).